# Росен Манчев
Росен Манчев е български художник, роден в София на 24 септември 1966 г.

## Биография
През 1985 г. завършва ССХУ по приложни изкуства по специалност „Детски играчки“, а през 1993 г. – ВИИИ „Николай Павлович“по специалност „Промишлен дизайн“, профил „Дизайн на детската среда“ с магистърска степен.
Още като ученик в 11 клас в ССХУ по приложни изкуства започва да рисува за комикс списанието „Дъга“ сериалите „Преди много, много години...“ и „Ян Бибиян“.
Като водещ художник в „Хемимонт Геймс“ участва в екипа, създал първата комерсиална българска компютърна игра „Цар: Тежестта на короната“ (Tzar: The Burden of the Crown) – стратегия в реално време с фентъзи елементи 1999 г. (PC).
През 2001 г. започва работа в Black Sea Studios, където е водещ художник при направата на „Knights of Honor“ – компютърна игра в жанра стратегия в реално време (2004, PC).
От 2004 до 2010 г. е арт директор в рекламна агенция 5th DEGREE, а от 2011 г. – арт директор в Crytek Black Sea.